# كريس هنت
كريس هنت (بالإنجليزية: Christopher Hunt) هو لاعب كرة الريشة بريطاني، ولد في 1 ديسمبر 1968 في بولتن في المملكة المتحدة.

## وصلات خارجية
- كريس هنت على موقع BWF.tournamentsoftware.com (الإنجليزية)
- كريس هنت على موقع BWFbadminton.com (الإنجليزية)
- كريس هنت على موقع اللجنة الأولمبية الدولية (الإنجليزية)
- كريس هنت على موقع أوليمبيديا (الإنجليزية)
- كريس هنت على موقع اللجنة الأولمبية البريطانية (الإنجليزية)
- كريس هنت على موقع اللجنة الأولمبية البريطانية (الإنجليزية)
- كريس هنت على موقع اتحاد ألعاب الكومنولث (مؤرشف) (الإنجليزية)